# Zingel
Zingel è un genere di pesci ossei d'acqua dolce della famiglia Percidae.

## Distribuzione e habitat
Questo genere è endemico delle acque europee: delle quattro specie una (Zingel asper) è endemico del bacino idrografico del fiume Rodano, in Francia e Svizzera, due (Z. streber e Z. zingel) del bacino del Danubio ed una (Z. balcanicus, forse estinta) del fiume Vardar e suoi affluenti, in Macedonia del Nord e Grecia.
Questi pesci sono adattati alle acque molto veloci e turbolente dei torrenti di montagna con fondo roccioso o a ciottoli, in genere con acque profonde poche decine di centimetri.

## Descrizione
Rispetto agli altri percidi gli Zingel hanno un corpo molto allungato e schiacciato, con testa grande, ventre piatto e bocca piccola in posizione inferiore. 
Le pinne dorsali sono due, ben distanziate e di lunghezza simile; la prima è composta di raggi spinosi. La pinna anale è ampia e così anche le pinne pettorali e le pinne ventrali. La pinna caudale, posta alla fine di un peduncolo caudale molto allungato, è ampia, biloba, con lobi arrotondati.
Il colore è generalmente beige, grigiastro o bruno con fasce verticali piuttosto larghe di colore scuro.
Le dimensioni sono di solito piccole, al di sotto dei 20 cm, tranne in Zingel zingel che può superare i 50 cm.

## Biologia
Questi pesci sono rari e difficili da studiare e per questo non sono molto noti né agli ittiologi né ai pescatori ed agli abitanti delle regioni dove vivono. Hanno abitudini bentoniche e notturne. Si cibano di invertebrati che reperiscono sotto le pietre ed anche di piccoli pesci. La riproduzione avviene all'inizio della primavera e in tale stagione di formano densi branchi di individui. Le uova sono appiccicose e sono deposte tra i ciottoli. Gli avannotti per breve tempo dopo la schiusa vivono nei pressi della superficie e si nutrono di plancton.

## Galleria d'immagini

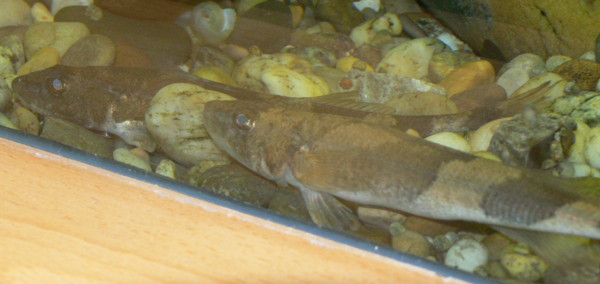
Zingel streber
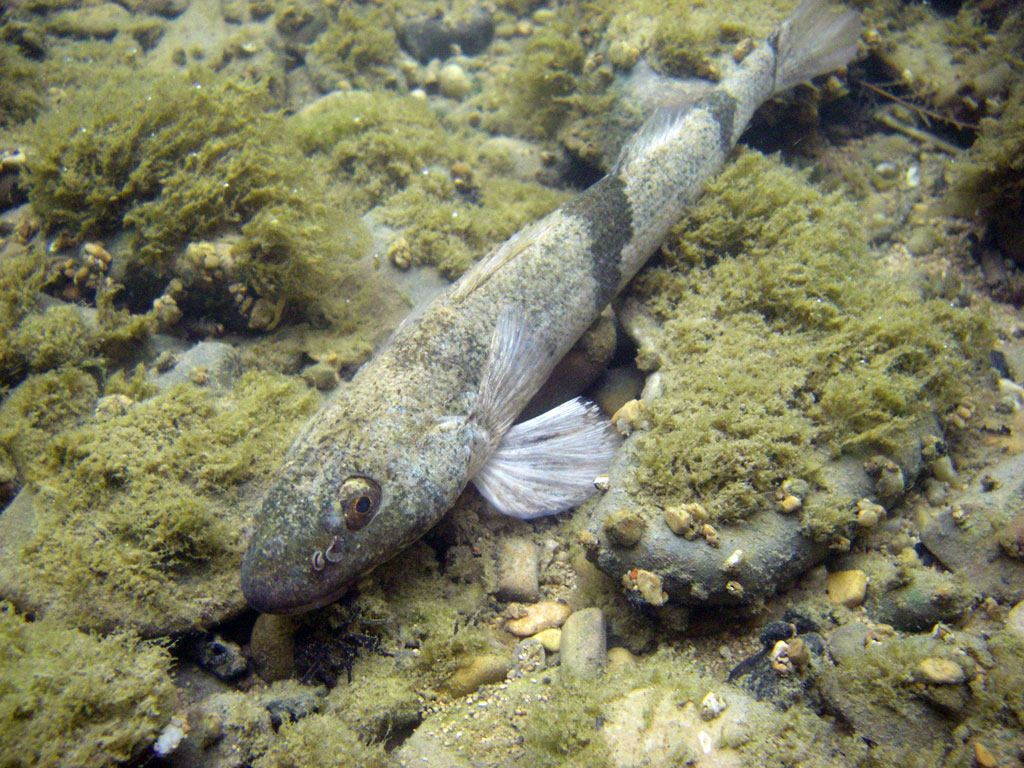
Zingel asper